# 斉の内乱
斉の内乱（せいのないらん、繁体字：齊内亂之戰、簡体字：齐内乱之战）は、紀元前489年に発生した斉の内乱。鮑氏と田氏が大勝して、晏孺子荼（）を廃し公子陽生を国君とした。

## 内乱
紀元前490年、斉の景公の病が重くなり、死期を悟った。遺命として公子荼を太子とし、他の公子を萊に東遷させることを国夏と高張に命じた。9月、景公が死んで、国夏と高張は公子荼を国君とした（晏孺子荼）。国夏と高張は執政した。10月、萊にいた公子嘉・公子駒・公子黔は衛に亡命し、公子鉏・公子陽生は魯に亡命した。田乞は国夏と高張と親交を重ねていたが、その一方で他の大夫たちに対しては両氏への反感を煽っていた。
紀元前489年6月、田乞は鮑牧らと兵を率いて公宮で反乱を起こし、高氏と国氏を攻撃した。晏孺子荼の軍隊はすぐに敗北し、田乞は勝利に応じて国夏を追撃した。国夏は莒（）に亡命した。軍隊は返回して、高張を殺し、晏圉（）は魯に亡命した。鮑牧は右相、田乞は左相となった。国氏と高氏の祀を絶やさぬために国書と高無丕（）を立てた。同時に、年少の晏孺子荼は、支持者を失い自立できなくなった。田乞は諸大夫が推薦する公子陽生を国君とした（悼公）。晏孺子荼は頼に移され、さらに駘に移されて、野外の幕下で殺害された。遺体は殳冒淳に葬られた。